# Linda Oja
Linda Oja, född 1967, är en svensk docent i historia.

## Priser och utmärkelser
- Cliopriset 2000[1]